# Cereol
Cereol SA était une holding de droit français, filiale du groupe Eridania Béghin-Say Spa, lui-même filiale du groupe chimique italien Montedison, spécialisée dans le secteur des oléagineux, huiles alimentaires, protéines et lécithines, N°1 en Europe.
En 2003, après la scission du groupe Eridania Béghin-Say, le groupe Cereol a été cédé au groupe américain Bunge.

## Historique

### Origines
La société F. Béghin a été créée en 1821 à Thumeries, près de Lille. Elle produisait essentiellement du sucre à base de betteraves. Entre 1910 et 1960, elle s'est beaucoup développée avec le rachat de plusieurs petites sucreries indépendantes.
La société Say, créée dans la région nantaise en 1912, était spécialisée dans le traitement de la betterave puis, dès la fin du blocus continental, dans le raffinage du sucre de canne. Entre 1900 et 1950, la société s'est développée lentement jusqu'au rachat, en 1968, de la raffinerie de Chantenay et de sa marque "À la Perruche" (Cossé-Duval).
Le 7 juillet 1972, les sociétés sucrières Béghin et Say fusionnent pour donner naissance au premier producteur français de sucre, Béghin-Say SA.
Dès la fin des années 1970, le groupe italien Eridania SpA, fondé en 1899 à Gênes, leader du sucre en Italie, investit dans la société Béghin-Say. Raul Gardini, grand patron du groupe, tente de racheter la société en 1980 mais se voit opposer le véto du président Valery Giscard d'Estaing. En 1986, Eridania SpA en devient l'actionnaire majoritaire et l'absorbe en 1992 pour créer le deuxième groupe européen du sucre Eridania Béghin-Say SpA.
En 1988, le groupe Eridania Béghin-Say décide de se diversifier dans le secteur des huiles alimentaires et acquiert Italiania Olii & Risi, premier transformateur italien de soja, le groupe français Lesieur, leader français de l'huile alimentaire et sa filiale espagnole Koipe. En 1989, le groupe rachète Carapelli, leader italien de l'huile d'olive et la société espagnole OESA, grand opérateur de trituration de soja.

### La scission
En juillet 2001, Montedison, détenteur de 54,5 % du groupe agroalimentaire Eridania Beghin-Say SpA, décide de scinder le groupe (chiffre d'affaires (2000) 9 977 millions euros) en 4 sociétés distinctes et indépendantes :
- Béghin-Say, pour l'ensemble des activités de la branche sucre et dérivés, N° 2 en Europe avec un chiffre d'affaires (2000) de 1 979,8 millions euros et une production de 2,24 millions de tonnes de sucre ;
- Cerestar, pour l'ensemble des activités de la branche amidon et dérivés, N° 1 en Europe avec un chiffre d'affaires de 403,1 millionsÀuros,
- Cereol, pour l'ensemble des activités de la branche oléagineux, huiles alimentaires, protéines et lécithines, N°1 en Europe avec un chiffre d'affaires de 4 900 millions euros ;
- Provimi, pour l'ensemble des activités de la branche nutrition animale, avec un chiffre d'affaires de 267,6 millions euros.

À l'issue de cette scission, le groupe Montedison a conservé la même participation dans chacune des quatre nouvelles entités.

## Le groupe Cereol Holding
Le groupe Cereol Holding était composé des sociétés Cereol et Central Soya. En 2000, Cereol Holding était :
- leader mondial dans le secteur des huiles végétales alimentaires conditionnées avec les marques Lesieur, Koipe, Oleina, Floriol, Giglio Oro, etc. ;
- numéro 4 aux Etats-Unis dans le secteur de la transformation des oléagineux (soja, tournesol, colza et maïs) ;
- leader mondial des huiles d'olive avec les marques Carapelli, Carbonel, Koipe, Lesieur Olive, etc. ;
- leader mondial des protéines et lécithines.

En 2001, le groupe italien Montedison, propriétaire de 54,7 % d'Eridania Béghin-Say, décide de se recentrer sur le secteur énergétique, électricité et gaz naturel. Pour ce faire, en 2002, il cède :
- sa participation de 51 % dans le producteur espagnol Koipe à Sos Cuetera pour 215 millions d'euros ;
- sa filiale italienne Carapelli à un groupe d'investisseurs italiens pour 101 millions d'euros, en mai ;
- sa participation dans Fondiaria ;
- sa filiale Ausimont ;
- sa filiale Béghin-Say ;
- sa filiale Provimi.

## Principaux concurrents
- Cargill
- Archer Daniels Midland (ADM)
- Bunge